# Jan Musekamp
Jan Musekamp (* 1976) ist ein deutscher Kulturwissenschaftler und Historiker. Musekamp lehrt seit 2018 Geschichte an der University of Pittsburgh (Pitt).

## Leben
Musekamp besuchte das Kant-Gymnasium in Boppard und studierte an der kulturwissenschaftlichen Fakultät der Europa-Universität Viadrina in Frankfurt (Oder) sowie Geschichte in Toruń/Polen und Brno/Tschechien. Er promovierte mit der Gesamtnote summa cum laude und wurde mit dem Förderpreis des Botschafters der Republik Polen für die beste deutsche Dissertation über Polen ausgezeichnet. Seit dem Jahr 2012 ist Musekamp Fellow am „International and Area Studies-Programm“ der Washington University in St. Louis, Missouri.
Am 16. Mai 2017 hielt er seine Antrittsvorlesung als Privatdozent an der Europa-Universität Viadrina unter dem Titel: „Zwischen Russland, Polen, Deutschland und Kanada: Die Geschichte der Wolhyniendeutschen als transnationale Geschichte von Migration und Integration“. 
Seit September 2018 ist Jan Musekamp DAAD Associate Professor an der University of Pittsburgh, Department of History.
Er ist mit der Betriebswirtin Wioletta Musekamp verheiratet. Sie haben drei Kinder.

## Werke
- Zwischen Stettin und Szczecin »Metamorphosen einer Stadt von 1945 bis 2005«, Otto Harrassowitz Verlag, Darmstadt, 2010, ISBN 3-447-06273-8.

## Mitgliedschaften
- Verband der Osteuropahistorikerinnen und -historiker e.V. (VOH).
- Deutsche Gesellschaft für Osteuropakunde e.V. (DGO).
- Association for Slavic, East European, and Eurasian Studies (ASEEES).
- Internationale Gesellschaft für Eisenbahngeschichte (Verwaltungsrat).
- ZEIT-Stiftung Ebelin und Gerd Bucerius.
- Gemeinschaft für studentischen Austausch in Mittel- und Osteuropa e.V. (GFPS).
- Institut für angewandte Geschichte – Gesellschaft und Wissenschaft im Dialog e.V.